# Unsigned And Still Major: Da Album Before Da Album
Unsigned And Still Major: Da Album Before Da Album è il primo album del rapper statunitense Soulja Boy, pubblicato il 19 febbraio 2007. Il progetto, precede l'uscita del suo primo album in studio, chiamato "Souljaboytellem.com", pubblicato qualche mese dopo.

## Tracce
1. I Got Me Some Bapes RMX (feat. Jibbs) – 4:00
2. I'm So Dope Boy – 3:47
3. Stacks On Deck – 3:43
4. Stop Then Snap – 3:31
5. Crank That Dance – 3:49
6. Booty Meat – 3:28
7. Soulja Boy Ain't Go No Money – 3:56
8. I Gote Me Some Bapes – 3:18
9. We Dem 30/30 Boyz – 3:44
10. Crank That Jump Rope – 3:45
11. Look @ Me – 3:43
12. Talking Bullshit – 3:47
13. Do The Right Thing (feat. Yung Pimp, Arab) – 4:07
14. Bring Dat Beat Pack – 3:13
15. Could Type Dude – 3:33
16. Give Me A High Five – 3:59
17. Tonight – 3:44
18. I'm The Hustle Man – 4:13
19. Wuzhannanan – 3:57